# Heinkel He 176
Die Heinkel He 176 war das erste funktionsfähige Flugzeug der Welt, das von einem regelbaren Flüssigkeitsraketentriebwerk angetrieben wurde. Der Erstflug wurde am 20. Juni 1939 von Erich Warsitz auf dem Gelände der Erprobungsstelle der deutschen Luftwaffe „Peenemünde-West“ in Peenemünde durchgeführt.

## Geschichte
Bereits in den 1920er-Jahren begannen deutsche Ingenieure mit Feststoffraketentriebwerken als Antriebsquelle zu experimentieren. Diese Versuche mündeten 1929 in der von Alexander Lippisch entwickelten Ente, dem ersten bemannten Flugzeug mit einem Raketentriebwerk. Die Feststoffraketentriebwerke hatten jedoch den gravierenden Nachteil, dass der Schub nicht geregelt werden konnte und dass sie, einmal gezündet, nicht abschaltbar waren.
Die Entwicklung der He 176 begann in den späten 1930er-Jahren und war eine Zusammenarbeit der Ernst Heinkel Flugzeugwerke mit Wernher von Braun und dessen Konstrukteursgruppe, welche die Entwicklung eines Raketenantriebs mit flüssigem Brennstoff vorantrieben. Die Entwicklung wurde von Ernst Heinkel, der eine Leidenschaft für neue Technologien für Hochgeschwindigkeits-Flugzeugantriebe hatte, persönlich gefördert. So wurde in eine He 112 ein Flüssigkeitsraketentriebwerk eingebaut; dieser Prototyp explodierte jedoch bei den Startvorbereitungen. Anderen Quellen zufolge explodierte nur ein Rumpf, den Heinkel von Braun für Einbauversuche zur Verfügung gestellt hatte; der Prototyp ist hingegen erfolgreich geflogen. Davon gibt es auch einen Bildnachweis bzw. Filmaufnahmen. Zur weiteren Flugerprobung von Raketenantrieben wurde dann die Heinkel He 176 entwickelt.

## Konstruktion
Bei der Heinkel He 176 wurde von vornherein auf den herkömmlichen Propellerantrieb verzichtet. Die Mitteldecker-Konstruktion mit einem tief angesetzten Kreuzleitwerk entstand rund um das von Hellmuth Walter neuentwickelte Wasserstoffperoxid-Raketentriebwerk (sogenannter kalter Antrieb ohne Flamme) Walter R 1-203. Das Flugzeug war sehr einfach aufgebaut und wurde in konventioneller Schalenbauweise aus Leichtmetall gefertigt. Für eine zuweilen angegebene Konstruktion aus Holz gibt es keine Belege, zudem hatte Heinkel kaum Erfahrung im Bau von Holzflugzeugen, auch gab es keinen Grund für die Verwendung von schwerem Holz gegenüber Leichtmetall. Alle Entwürfe Heinkels aus dieser Zeit waren Leichtmetallkonstruktionen. Der Rumpf war im Querschnitt kreisrund und hatte eine verglaste Spitze sowie eine abnehmbare Cockpitverglasung.
Das Flugzeug besaß eine mittels Druckluft absprengbare Rettungskapsel, aus der sich der Pilot jedoch zum Fallschirmabsprung selber befreien musste. Die Rettungskapsel wurde nur vom Rumpf getrennt und durch einen Verzögerungsschirm, der mechanisch ausgeschossen wurde, abgebremst. Dies sollte die Belastung beim Rettungsabsprung für den Piloten verringern und einen sicheren Absprung überhaupt erst ermöglichen.
Die He 176 hatte ein einziehbares Spornradfahrwerk. Für die Rollversuche in Peenemünde wurde zusätzlich ein starres Bugrad montiert, das vor den Flugversuchen wieder demontiert wurde.
Nach dem erfolgreichen Erstflug, der vermutlich am 20. Juni 1939 stattfand (nicht belegt), wurde der Prototyp am 3. Juli 1939 dem Reichsluftfahrtministerium (RLM) vorgeführt, das jedoch kein Interesse zeigte. Kurz nach dem Kriegsausbruch wurde auf Weisung des RLM die Weiterarbeit an der He 176 eingestellt, obwohl Heinkel die Maschine zu einem Objektschutzjäger weiterentwickeln wollte.
Alle Unterlagen zur He 176 wurden vernichtet. Die häufig in der Presse genannten Flugleistungen wie die Höchstgeschwindigkeit von über 750 km/h sind nicht belegt.
Es gibt nur zwei Fotografien der He 176, die sie vermutlich in Peenemünde mit offenem Cockpit bei Rollversuchen zeigen.

Ein nach dem Krieg in vielen Fachpublikationen verwendetes Bild der He 176, das nach Erinnerungen von Mitarbeitern gezeichnet wurde, zeigt ein Flugzeug mit ovalem Rumpf, dreieckigem Leitwerk, gerader Flügelvorderkante, am Rumpf sitzenden Höhenleitwerk und einer durchgehenden sehr großzügigen Kabinenhaube, was nicht dem belegten Aussehen des Flugzeugs entspricht. 

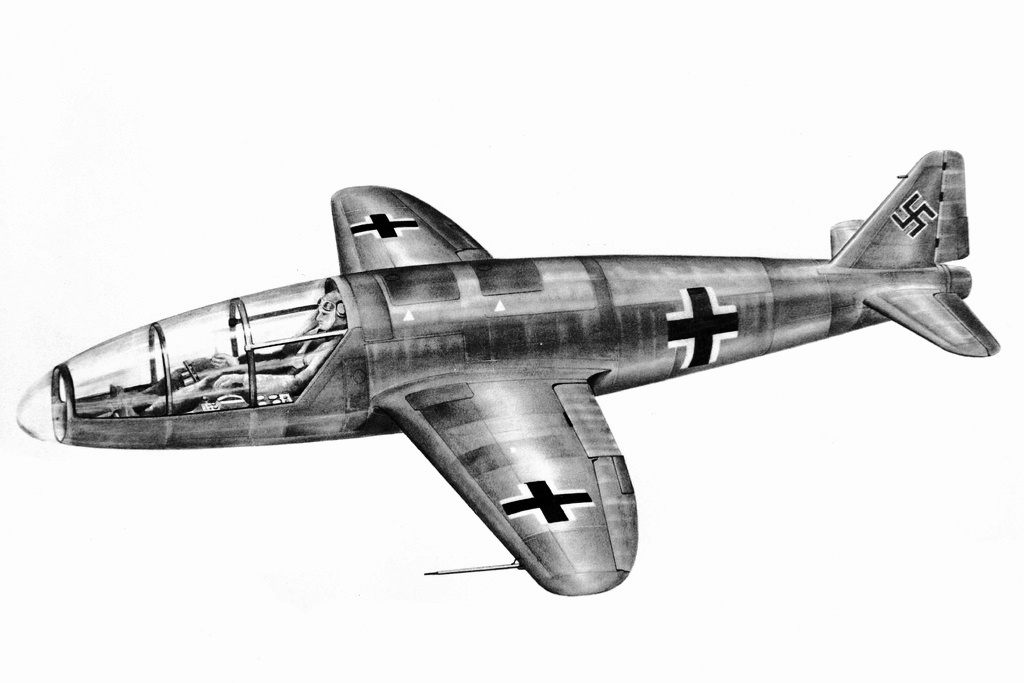

## Technische Daten
| Kenngröße             | Daten                             |
| --------------------- | --------------------------------- |
| Besatzung             | 1                                 |
| Länge                 | 5,20 m (andere Quellen: 6–6,20 m) |
| Spannweite            | 5,00 m                            |
| Höhe                  | 1,44 m                            |
| Flügelfläche          | 5,44 m²                           |
| Flügelstreckung       | 4,6                               |
| Leermasse             | 900 kg                            |
| Startmasse            | 1620 kg                           |
| Höchstgeschwindigkeit | 750 km/h (?) (800 km/h)           |
| Dienstgipfelhöhe      | 9000 m                            |
| Reichweite            | 110 km                            |
| Triebwerke            | Walter R 1-203                    |

## Verbleib
Nach einigen wenigen Testflügen wurde das Flugzeug in die Deutsche Luftfahrtsammlung Berlin gebracht, wo es 1943, noch in den Transportkisten verpackt, durch einen Bombenangriff zerstört wurde.
Alle Unterlagen zu dem Flugzeug gingen durch Kriegseinwirkungen verloren, auch die Filmaufnahmen von der Vorführung vor Vertretern des RLM sind bis heute nicht wieder aufgetaucht. Nach dem Krieg gab es verschiedene Rekonstruktionsversuche von beteiligten Mitarbeitern, die jedoch unstimmig blieben und sich zum Teil widersprachen. Gesichert sind nur wenige Daten wie die nachweisbare Untersuchung der He 176 im großen Windkanal der Aerodynamischen Versuchsanstalt Göttingen vom 9. bis zum 13. Juli 1938. Dabei trug die Maschine die Tarnbezeichnung „He-Kü“. Es ist eine Skizze erhalten geblieben, welche die He 176 mit einer möglichen Aufhängung im Windkanal VI am 20. April 1938 zeigt. Außerdem erhalten ist der Auftrag zur Untersuchung der He 176 vom 26. Juni 1938 durch das Technische Amt LC 6 des RLM. Die Untersuchungen fanden nachweislich statt. Fast alle Untersuchungen wurden mit eingefahrenem Fahrwerk gemacht, was die Theorie einer ersten Version mit festem Fahrwerk widerlegt.